# Куба — любовь моя
Ку́ба — любо́вь моя́ — популярная советская песня о Кубинской революции, была написана композитором Александрой Пахмутовой на слова Николая Добронравова и Сергея Гребенникова.
Куба — любовь моя!

Остров зари багровой…

Песня летит, над планетой звеня:

«Куба — любовь моя!»— Первый куплет

## История создания
Распространенное мнение о том, что песня была написана к приезду Фиделя Кастро в город Братск в 1962 году, ошибочно. Фидель Кастро впервые прибыл в СССР 27 апреля 1963, и за время своего пребывания успел побывать в нескольких городах, в т.ч. и в Братске. В июне 1962 года в СССР посещал Рауль Кастро, однако Братска он не посещал. 
| …Или вот—песня «Куба — любовь моя» — это песня о нашей дружбе с народом острова Свободы. Она была написана в дни, когда героическому народу Кубы, только что начавшему строить новую жизнь, грозила опасность новой интервенции. Я стремилась придать песне мужественный характер, и в то же время подчеркнуть её национальный колорит. Поэтому походная, маршевая мелодия звучит как бы на фоне сопровождения гитарных переборов в характерном танцевальном ритме. — Из воспоминаний Александры Пахмутовой |

Песню исполняли известные исполнители, в их числе Иосиф Кобзон и Муслим Магомаев.